# Aegiochus dollfusi
Aegiochus dollfusi là một loài chân đều trong họ Aegidae. Loài này được Monod miêu tả khoa học năm 1933.